# Seráfica Hermandad de Nazarenos del Santísimo Cristo de la Agonía (Salamanca)
La Seráfica Hermandad de Nazarenos del Stmo. Cristo de la Agonía es una cofradía de Salamanca cuyo desfile procesional se celebra la tarde del Jueves Santo recorriendo las calles del casco antiguo de la ciudad desde el Convento de las Úrsulas.

## Emblema
Consiste en una cruz griega circunscrita en un cuadrado, en la intersección aparece un círculo con el anagrama de María (A M). En los cuatro ángulos de la cruz aparecen letras griegas en alusión a Cristo. Así los dos superiores contienen las relativas al Crismón X (ji) y P (ro), y en los inferiores la A (alfa) y Ω (omega), símbolo de que Cristo es principio y fin.

## Historia

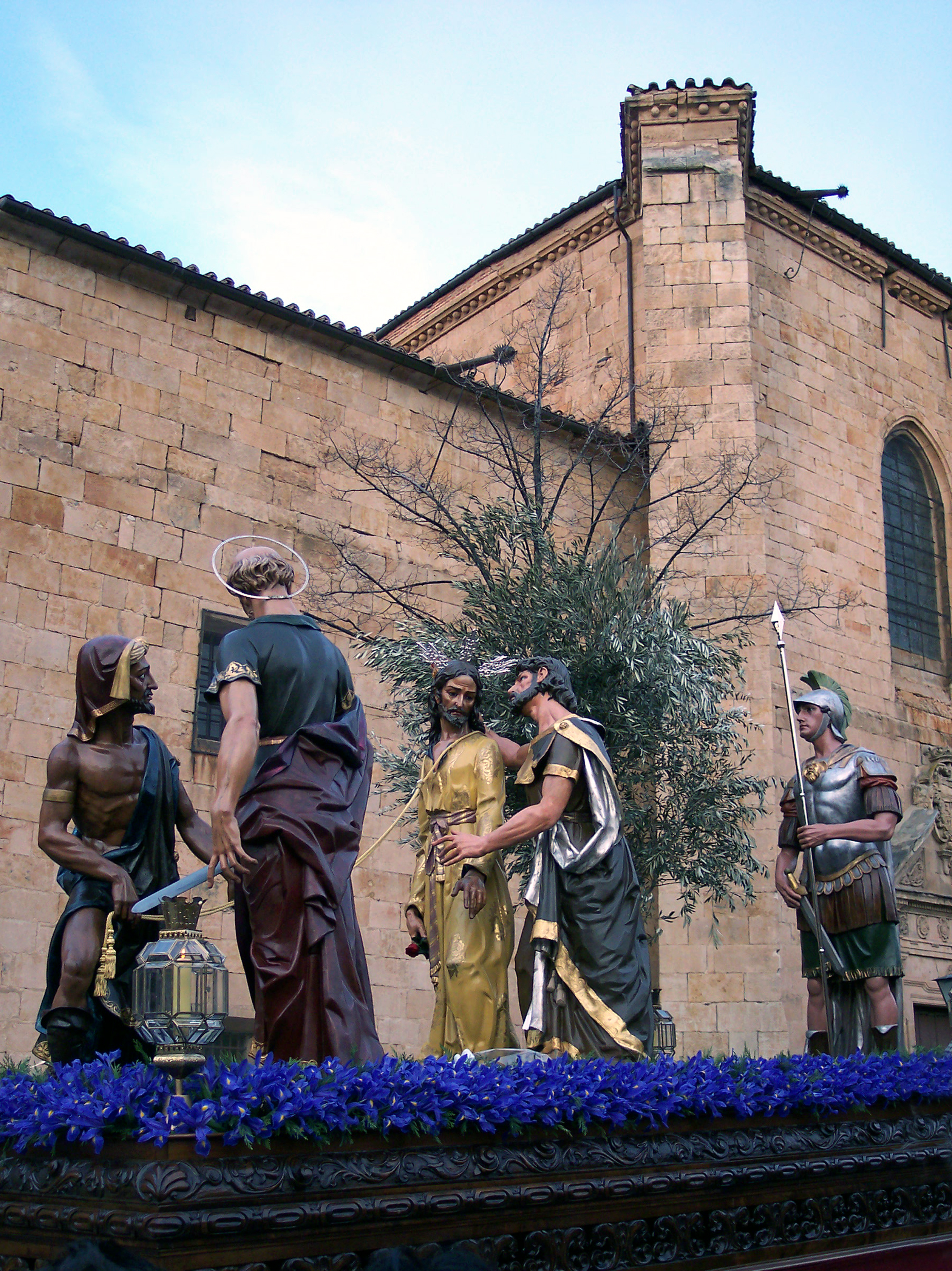
Grupo de El Prendimiento, de Damián Villar

Se fundó en Salamanca el 8 de marzo de 1926 a iniciativa de la Patronal de Comerciantes con el objetivo de dotar de mayor brillantez las celebraciones de la Semana Santa salmantina. Se eligió como titular al Santísimo Cristo de la Agonía, notable obra de Bernardo Pérez de Robles, del siglo XVII a la que se rinde culto en la iglesia de los PP. Capuchinos, primera sede canónica de la cofradía. La vinculación con el templo franciscano hizo que la hermandad incluyese el adjetivo de Seráfica en su denominación oficial debido a que procede de San Francisco de Asís, fundador y padre de toda la familia franciscana. Causó esta hermandad un notable impacto en la Salamanca de la época debido a su seriedad, su concurridísimo triduo de Lunes, Martes y Miércoles Santo, al que acudían los más destacados oradores sagrados, y su cuidada estética neoplateresca.
Con la proclamación de la II República (1931-1936) y la Guerra Civil (1936-1939) sufrió los mismos avatares que el resto de hermandades y celebraciones religiosas públicas, faltando varios años a su cita procesional anual debido a las circunstancias sociales y políticas.

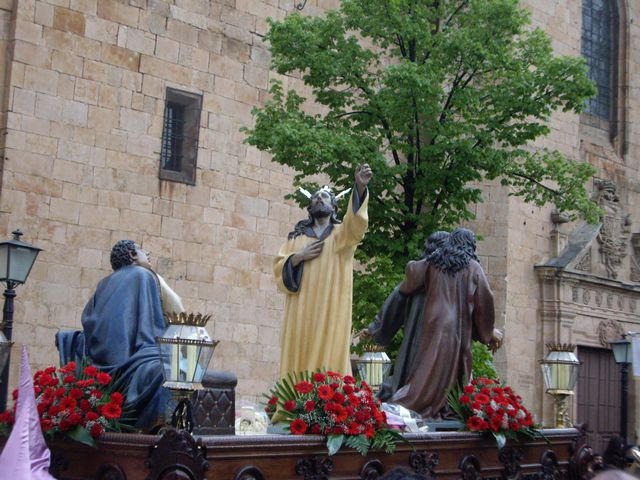
N.P. Jesús ante Pilatos de González Macías

Con la posguerra y el Nacional catolicismo experimentó un auge muy notable. En 1945 fundó una hermandad filial, que desfila el Domingo de Ramos, la Hermandad de Nuestro Padre Jesús del Perdón, cuya misión es la de redimir presos mediante su indulto o el pago de fianzas. En 1948 se incorporaron dos nuevos pasos a la procesión del Jueves Santo, a iniciativa de D. Ricardo Lobato: Nuestro Padre Jesús en su Prendimiento, del salmantino Damián Villar, que vino a sustituir otro grupo que procesionó entre 1926 y 1931, y Jesús ante Pilato, del bejarano Francisco González Macías, resultando ser una de las procesiones más sensacionales de Salamanca en las décadas de 1940 y 1950. Posteriormente inició un declive progresivo que obligó a dejar de procesionar en el año 1971 a la Hermandad de Nuestro Padre Jesús del Perdón y en 1973 a la del Cristo de la Agonía por falta de hermanos. Las causas más probables se deben a la falta de interés social por este tipo de manifestaciones y la alineación de las cofradías con el Franquismo.

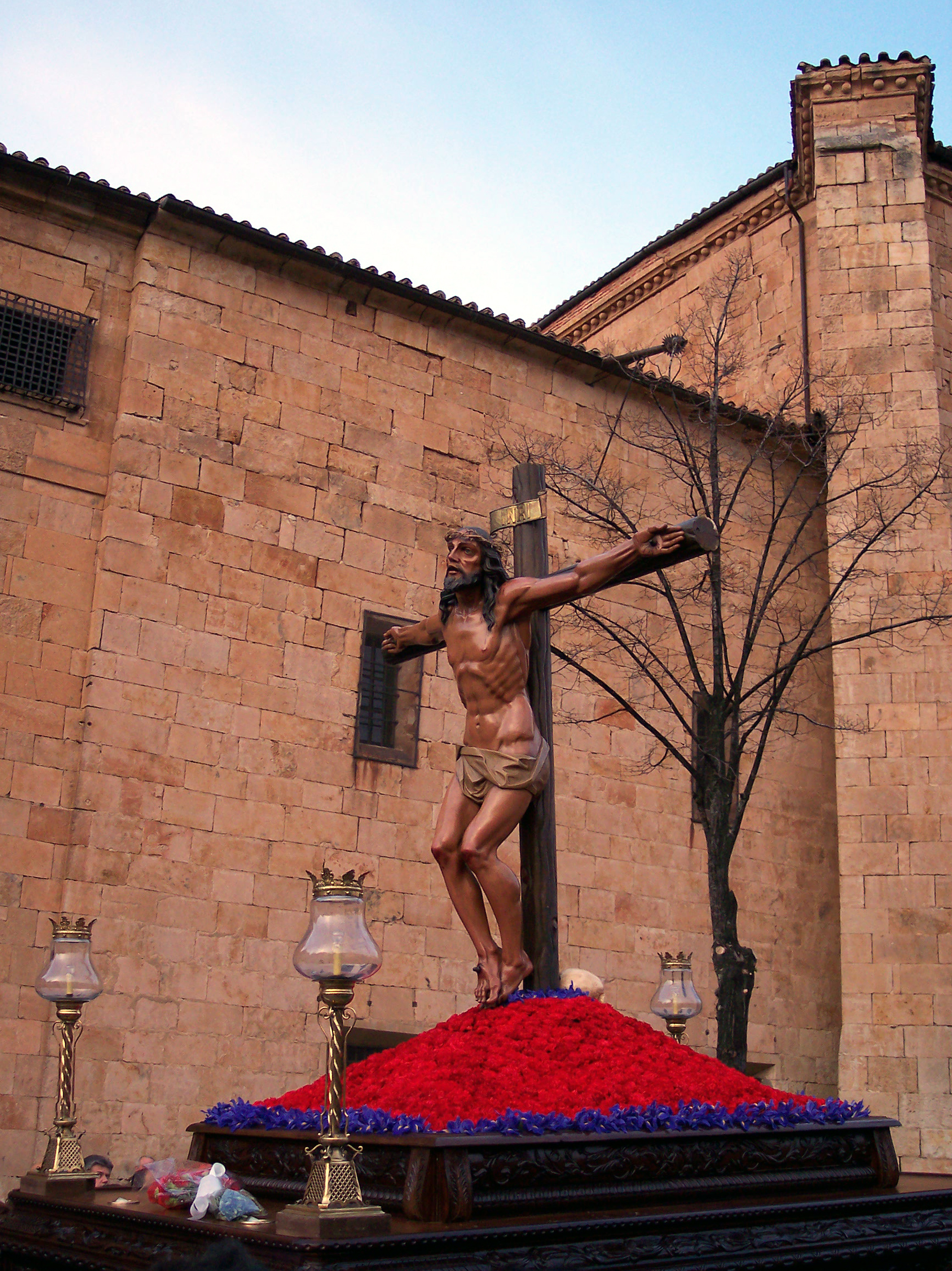
Stmo. Cristo de la Agonía de Damián Villar, 1959

A partir de esa fecha la hermandad fue reorganizada por D. Bernardo García San José, nombrado hermano mayor, que logró recuperar el interés por la cofradía, involucrando de nuevo a los comerciantes, sector social que creó y mantuvo la hermandad. Se volvieron a poner todos los pasos en la calle entre 1973 y 1994, se reorganizó la Hermandad de Nuestro Padre Jesús del Perdón en 1986 y se incrementó notablemente el número de hermanos, pasando de los 500. En 1975 la hermandad sustituyó el Cristo de la Agonía de Bernardo Pérez de Robles por otro crucificado, obra de Damián Villar, realizado en 1959 a semejanza del Cristo del Perdón, también de Robles, debido a la mala conservación del original y ante la negativa de cesión por parte de la Venerable Orden Tercera, propietaria de la imagen. Con la recuperación de los desfiles la hermandad mantuvo su sede canónica en el templo franciscano, pero la procesión salía de la Iglesia de la Purísima. En 1994 la hermandad trasladó su salida al cercano Convento de las Úrsulas.
Con el cambio de siglo se acentuó la solvencia de la hermandad, publicando su Revista anual y formando su propia banda de Cornetas y Tambores en 2001 y posteriormente de Música en 2005.
En abril de 2018 las religiosas ursulinas abandonaron el convento de las Úrsulas, debido al escaso número de religiosas que quedaban en la comunidad y la falta de vocaciones. Posteriormente la Fundación Las Edades del Hombre firmó un acuerdo con la Federación del Sagrado Corazón de Jesús de las Hermanas pobres de Santa Clara (Clarisas) para gestionar los espacios deshabitados de la orden, entre los que se encontraba el convento salmantino. La musealización del templo hizo que en octubre de 2019 la hermandad tuviese que trasladar sus imágenes a la iglesia de San Benito, recuperando así el culto regular, aunque en principio mantendría la salida procesional de 2020 de las Úrsulas,pero al no poderse celebrar procesiones ese año, se trasladó el templo de salida a la iglesia de la Purísima para los siguientes años.
En 2022 el paso de Jesús ante Pilatos no desfiló por falta de hermanos para su carga, en 2023 lo hizo sobre una carroza de ruedas. En 2024 se recuperó la salida desde las Úrsulas con la mediación de la Junta de Semana Santa y el Obispado. En 2025 la hermandad adquirió un nuevo paso para el Cristo de la Agonía y cambió la disposición de las tallas de Jesús ante Pilatos, recuperando la puesta a hombros de este paso.

## Pasos Procesionales

### Antecedentes
En los primeros tiempos de la Seráfica Hermandad, formaban la procesión tres pasos: 
- El Prendimiento, obra del escultor albacereño Clemente Canto, reproduciendo el modelo salzillesco. El grupo llegó a Salamanca a finales de marzo 1926 y desfilo con las imágenes sin policromar. El escultor se desplazó a la ciudad en 1927 para añadir la policromía a las tallas. Desfiló hasta el año 1931, aunque se cree que después de esa fecha el soldado romano formó parte del paso de La coronación de espinas que formó la Hermandad de Jesús de la Promesa.[11]

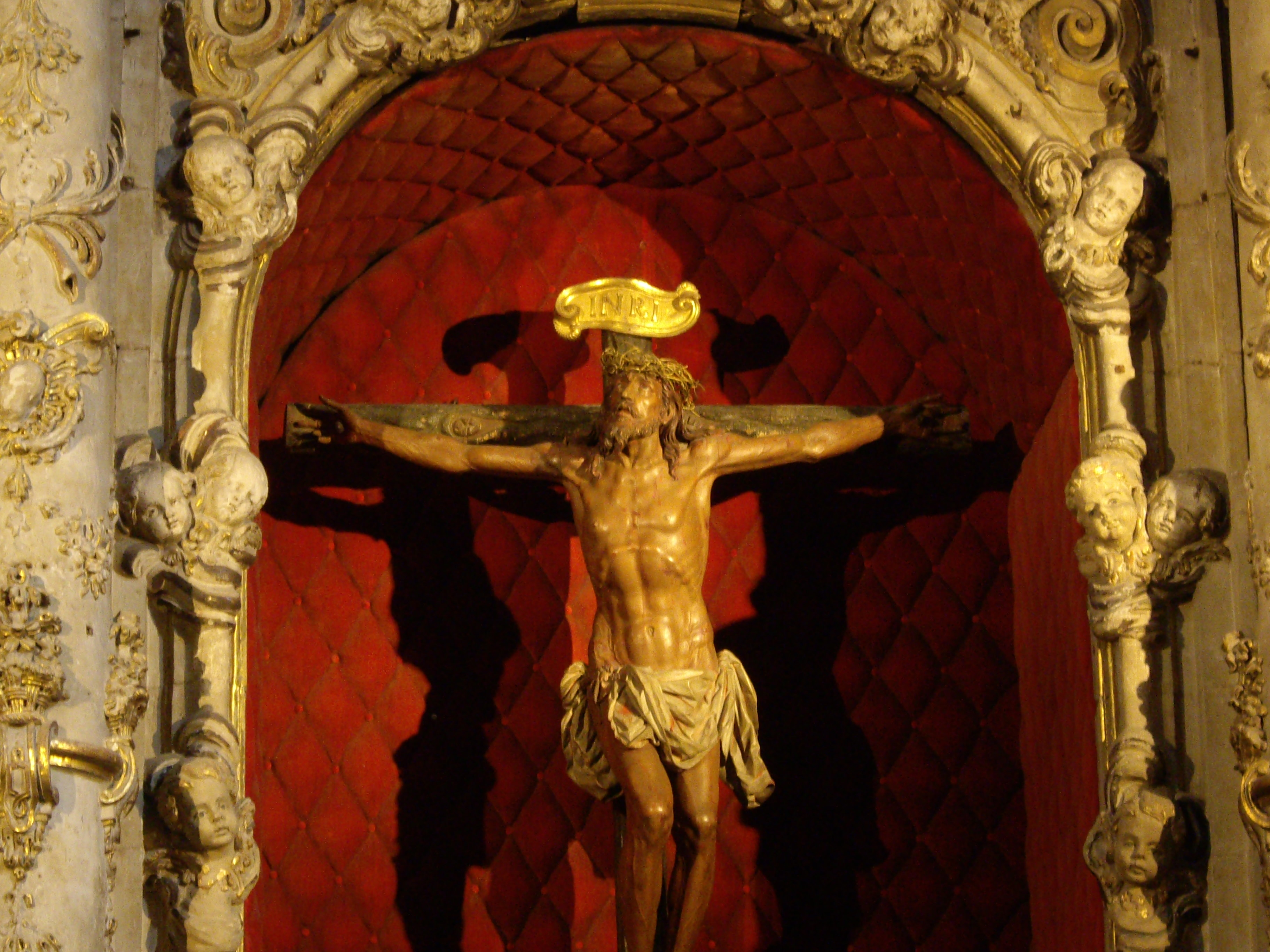
Cristo de la Agonía de Pérez de Robles,

- El Santísimo Cristo de la Agonía notable obra de Bernardo Pérez de Robles, del siglo XVII a la que se rinde culto en la iglesia de los PP. Capuchinos y que fue realizado en Lima y donado por el autor a la Orden Tercera de San Francisco antes de 1674, tras su regreso a Salamanca. Desfiló con la Seráfica Hermandad desde 1926 hasta 1975.[12]
- La Dolorosa de las RR. MM. Agustinas, obra atribuida a Luis Salvador Carmona, conservada en la clausura del Convento de las Agustinas, en la que fue la celda de Inés de Zúñiga, hija del fundador del convento Manuel de Zúñiga y Fonseca. La obra fue donada por Blas de Lezo, una de cuyas hijas también profesó en el convento.[13]Sigue el tipo ideado por Pedro de Mena de mujer joven con túnica color carmín, toca blanca y manto azul. Carmona incorpora al realismo propio del barroco se le añaden signos academicistas que son propios de su obra, como la expresión mesurada de la imagen o la monocromía de los ropajes. En 1927 se le añadieron lágrimas. Desfiló con la Seráfica Hermandad entre 1926 y 1938, año en que las religiosas retiraron su autorización para desfilar con la imagen.[14]

### Pasos actuales
La negativa de las órdenes religiosas propietarias de varias de las imágenes propició el hecho de que la cofradía costeara la realización de la totalidad de sus pasos procesionales, encargándoselos a los imagineros de la llamada Escuela de Imaginería de Salamanca, que se desarrolló entre 1940 y 1960.
- Nuestro Padre Jesús en su Prendimiento: es el primero de los dos pasos que Damián Villar realizó para la cofradía. Realizado entre 1947 y 1948, es un grupo de 5 imágenes (Cristo, Judas Iscariote, San Pedro, Malco y un Soldado Romano) que se aparta del modelo de Salzillo que dominaba este tipo de composiciones.[2]
- Jesús ante Pilato: grupo escultórico realizado en 1947 por Francisco González Macías. Recoge el momento en que Cristo, señalando al cielo exclama, “Mi reino no es de este mundo”, mientras Anás y Caifás abandonan el pretorio.[15] De corte contemporáneo se aparta de la estética más frecuente de la escuela castellana de imagineros. El conjunto fue restaurado en 2009.
- Cristo de la Agonía: Damián Villar realizó en 1959 este crucificado de inspiración neorrománica para sustituir al Cristo del Perdón de las Bernardas, que al trasladarse al nuevo convento dejó de procesionar con la cofradía filial de la Seráfica. Cuando en 1975 la Venerable Orden Tercera denegó el permiso para desfilar con la talla de Pérez de Robles, la imagen de Villar pasó a sustituir al crucificado barroco en el desfile.[2]

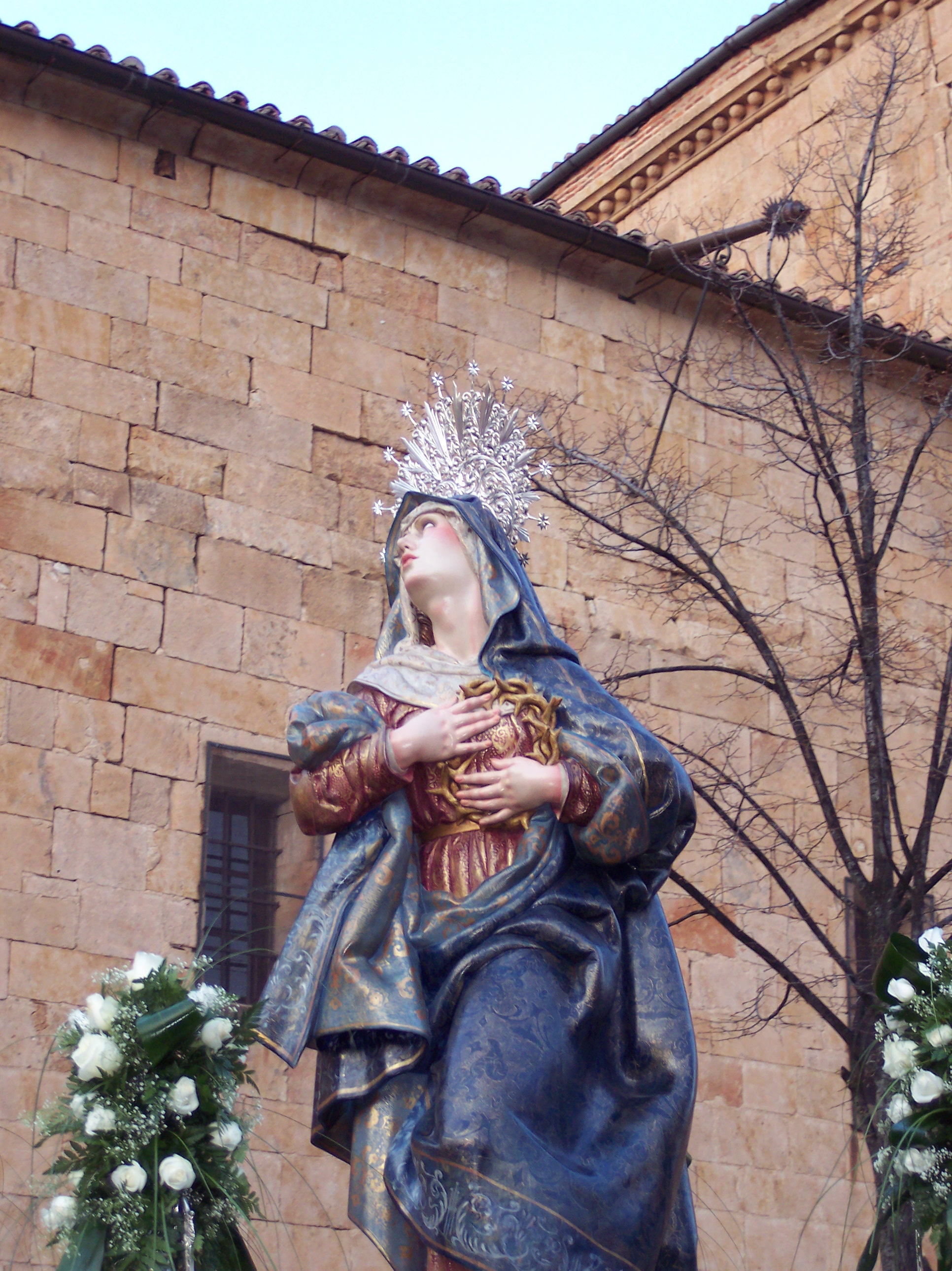
Dolorosa de Montagut

- Virgen de los Dolores (Dolorosa de Montagut): En 1939 Inocencio Soriano Montagut realizó una nueva dolorosa de magnífica factura policromado por Enrique Perona, tomando como modelo a una popular salmantina, Doña Romana Serra, motivo por el cual la imagen se denomina popularmente “La Ramona”. Las manos las tomó de Doña Andrea Rivas, Miss Salamanca 1933. La imagen se inspira en la imaginería clásica castellana, sustituyendo las Tradicionales espadas del corazón de la Virgen por una corona de espinas que abraza con las manos. Probablemente esta imagen constituya la mejor aportación escúltorica a la Semana Santa salmantina en el siglo XX.[2]

Las imágenes desfilan sobre andas de carga interior talladas en madera con motivos de inspiración renacentista,  a las que en 2025 se añadió, para el Cristo de la Agonía, un paso proveniente de la Hermandad de la Vera Cruz de Sanlúcar de Barrameda, realizado en 1998 en madera barnizada con diseño de Manuel Casado Ahumada y tallado por Mariano Ibáñez y Antonio Durán Mogrera.

## Marchas dedicadas
- Jesús ante Pilatos de J. Javier Galiano, 2003, para Banda de Cornetas y Tambores. Fue dedicada al paso de dicha advocación con motivo del X aniversario de su puesta a hombros.
- El Prendimiento, de Jaime Gutiérrez, 2006, para Banda de Música. Dedicada a Nuestro Padre Jesús en su Prendimiento.[17]
- Al Señor de la mano morena de Hugo Sánchez Carpio, 2008, para Agrupación Musical. Dedicada a Nuestro Padre Jesús en su Prendimiento.[18]
- Prendido en San Benito, de Raúl Martín Cruzado, 2021.[19]

## Hábito
Los hermanos visten túnica de lana blanca con botonadura y cíngulo morado, capa blanca y capirote de seda o raso morado con el anagrama de la hermandad al frente y borla en el remate posterior, guantes blancos y zapatos negros con hebillas plateadas.